# Jim O'Rourke (beisbolista)
James Henry O'Rourke (Bridgeport, Connecticut, 1 de septiembre de 1850-Bridgeport, Connecticut, 8 de enero de 1919), más conocido como Jim O'Rourke, fue un jugador profesional estadounidense de béisbol que se desempeñó en la posición de jardinero izquierdo en las Grandes Ligas de Béisbol (MLB). Es miembro del Salón de la Fama del Béisbol.

## Carrera
O'Rourke jugó como profesional una temporada en Middletown Mansfields (1872), después pasó por varios equipos, Atlanta Braves (1873-1878), Providence Grays (1879), luego regresó a Atlanta Braves (1880), Buffalo Bisons (1881-1884), New York Giants (1885-1889), New York Giants (PL) (1890), posteriormente vuelve a estar en New York Giants (1891-1892), después se unió a Washington Senators (1893) y finalmente, regresó a New York Giants, donde jugó una temporada (1904), y fue el equipo en el que se retiró.

## Reconocimiento
En 1945, ingresó como miembro al Salón de la Fama del Béisbol.